# Tautumeitas
Tautumeitas est un groupe musical letton féminin de style folk et world music, formé à Riga en 2015.
Il représente la Lettonie au Concours Eurovision de la Chanson 2025 avec la chanson Bur man laimi.

## Biographie
L'ensemble s'est fait connaître en 2017 avec la sortie de l'album Lai māsiņa rotājās !, réalisé en collaboration avec le groupe letton Auļi. L'album, composé de treize titres et dédié aux fiançailles et aux mariages, s'inspire de la musique folklorique traditionnelle de la région baltique. Il a reçu le prix Zelta Mikrofons, équivalent letton des Victoires de la musique, du meilleur album folk de 2017. L'année suivante, Tautumeitas sort son premier album éponyme.
En novembre 2024, le groupe a été confirmé par LTV parmi les vingt participants à Supernova 2025, la sélection nationale lettone au Concours Eurovision de la chanson, avec la chanson Bur man laimi.
Après s'être qualifié la demi-finale le 1er février 2025, le groupe sort de justesse vainqueur de la soirée finale du 8 février, et représente ainsi la Lettonie au Concours Eurovision de la chanson 2025 à Bâle, en Suisse.

La chanson Bur man laimi est entièrement interprétée en letton, une première à l'Eurovision depuis l'édition 2004. Le groupe participe à la deuxième demi-finale du 15 mai et se qualifie pour la finale du 17 mai où il termine à la 13e place avec	158 points.

## Formation
Membres actuelles
- Asnate Rancāne – chant, violon
- Aurēlija Rancāne – chant, batterie
- Annemarija Moiseja – chant, percussions
- Laura Vārpiņa – chant, percussions
- Laura Marta Līcīte – chant, violon, percussions
- Gabriēla Zvaigznīte – chant

Anciennes membres
- Ilona Dzērve – chant, accordéon
- Lauma Bērza – chant, violon
- Laura Bužinska – chant

## Discographie

### Albums studio
- 2017 – Lai māsiņa rotājās! (avec Auļi)
- 2018 – Tautumeitas
- 2019 – Dziesmas no Aulejas
- 2022 – Skrejceļš
- 2025 - Zem Saules / Under The Solar Spell

### Simple
- 2017 – Lai māsiņa rotājās! (avec Auļi)
- 2021 – Guli Guli
- 2022 – Muoseņa (avec Renārs Kaupers)
- 2024 – Spodrē manu augumiņu
- 2024 – Danco, Jāni
- 2024 – Kas dimd
- 2025 – Bur man laimi

En tant qu'artiste invité
- 2021 – Tur, kur Dieva kamanas slīd ( Brainstorm avec Tautmeitas)